# Katholische Universität Lublin Johannes Paul II.

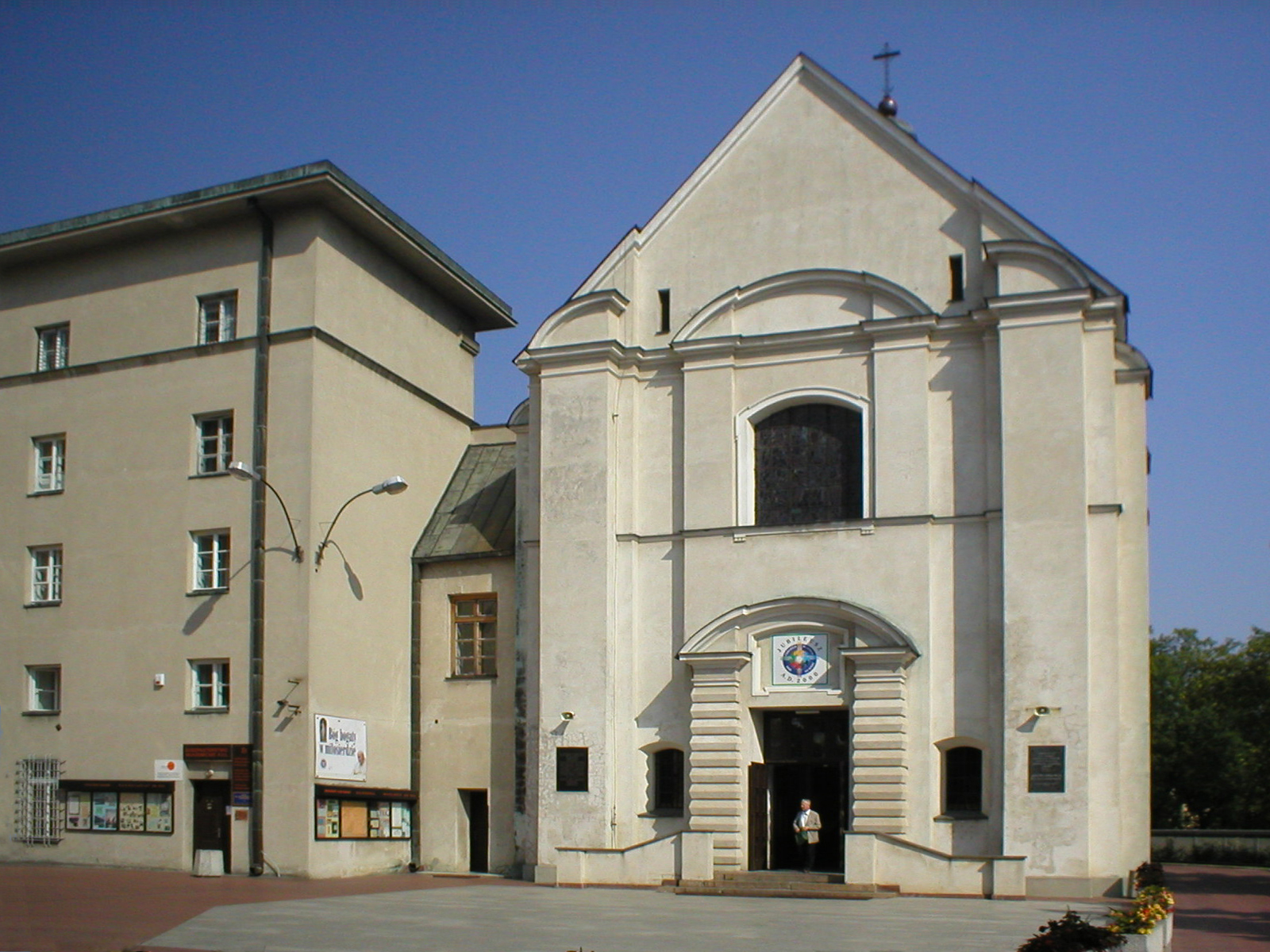
Kirche der Universität

Die Katholische Universität Lublin Johannes Paul II. (polnisch: Katolicki Uniwersytet Lubelski Jana Pawła II.) – kurz KULJPII – ist eine private katholische Universität in Lublin, Polen. Bis zum Frühjahr 2005 nannte sie sich nur Katholische Universität Lublin (abgekürzt KUL). Im Juni 2007 waren an der Hochschule 18.582 Studenten eingeschrieben.

## Geschichte
Die Hochschule wurde im Jahr 1918 gegründet, und zwar als Rechtsnachfolgerin und teilweise mit den von dort übernommenen Professoren der im selben Jahr von der sowjetrussischen Regierung aufgehobenen römisch-katholischen Theologischen Akademie in Petersburg. Bis 1928 trug sie den Namen Uniwersytet Lubelski. 1938 erwarb sie das Habilitationsrecht. Seit 1934 besteht die Wissenschaftliche Gesellschaft der KUL, seit 1983 das Ökumenische Institut und das Johannes-Paul-II.-Institut, das seit dem Pontifikat von Papst Johannes Paul II. eine führende wissenschaftliche Stellung hat.
In der Zeit der Volksrepublik Polen war die KUL eine der wichtigsten Bastionen im Kampf gegen den Kommunismus.
Der Senat der Universität beschloss am 4. April 2005, die Hochschule in „Katholische Universität Lublin Johannes Paul II.“ umzubenennen (Katolicki Uniwersytet Lubelski Jana Pawła II).

## Fakultäten
Derzeit hat die KUL fünf Fakultäten:
- Fakultät für Theologie
- Fakultät für Recht, kanonisches Recht und Administration
- Fakultät für Philosophie

Die Fakultät für Philosophie wurde 1946 gegründet. Monika Walczak leitet als Dekanin die Fakultät. Die Fakultät bietet zurzeit folgende Studienrichtungen an: Philosophie, Kognitionswissenschaft und Rhetorik.
- Fakultät für Geisteswissenschaften
- Fakultät für Gesellschaftswissenschaften.

## Bekannte Dozenten
Bekannte Dozenten in der Geschichte der Katholischen Universität Lublin (vor dem Zweiten Weltkrieg; in der Besatzungszeit lehrten die Professoren der Universität vollständig geheim in Lublin, Warschau und Kielce; nach dem Zweiten Weltkrieg):
- Idzi Radziszewski (und erster Rektor)
- Stanisław Ptaszycki
- Jerzy Manteuffel
- W. Strzelecki
- Wiesław Chrzanowski (1923–2012), Rechtsanwalt und christlich-nationaler Politiker
- Alicja Grześkowiak (* 1941), nationalkonservative Politikerin und Juristin
- Tadeusz Guz
- Stanisław Kamiński (1919–1986), Philosoph, Kleriker und Professor
- Jerzy Kłoczowski
- Mieczysław Albert Krąpiec
- Barbara Ruszczyc (1928–2001), Ägyptologin
- Stefan Srebrny (1890–1962), Klassischer Philologe
- Adam Strzembosz
- Tomasz Strzembosz (1930–2004), Historiker
- Tadeusz Styczeń (1931–2010), römisch-katholischer Theologe
- Stefan Swieżawski (1907–2004), Philosoph
- Stanisław Wielgus (* 1939), emeritierter Erzbischof von Warschau, Rektor 1989–1998
- Karol Wojtyła (1920–2005), Papst Johannes Paul II.

## Prominente Studenten
- Stefan Wyszyński (1901–1981), Bischof von Lublin, später Erzbischof von Gniezno (Gnesen) und Warschau sowie Primas von Polen
- Ignacy Tokarczuk (1918–2012), Erzbischof von Przemyśl
- Jan Mazur (1920–2008), Bischof von Siedlce
- Jan Charytański (1922–2009), polnischer Jesuit. Er galt als eine Kapazität des Katechismus im 20. Jahrhundert
- Czesław Lewandowski (1922–2009), Weihbischof in Włocławek
- Henryk Roman Gulbinowicz (1923–2020), polnischer Geistlicher, Erzbischof von Breslau und Kardinal
- Marian Zimałek (1931–2008), emeritierter römisch-katholischer Weihbischof in Sandomierz
- Tadeusz Gocłowski (1931–2016), Erzbischof von Danzig
- Alfons Nossol (* 1932), römisch-katholischer Theologe und emeritierter Bischof von Oppeln
- Zygmunt Kamiński (1933–2010), emeritierter Erzbischof von Stettin-Cammin
- Stanisław Kędziora (1934–2017), polnischer Geistlicher und Weihbischof in Warschau-Praga
- Tadeusz Pieronek (1934–2018), polnischer Geistlicher und Weihbischof in Sosnowiec
- Damian Zimoń (* 1934), emeritierter Bischof/Erzbischof von Kattowitz
- Jan Walenty Wieczorek (1935–2023), römisch-katholischer Bischof von Gliwice
- Marian Gołębiewski (1937–2024), polnischer Geistlicher und Erzbischof von Breslau
- Stanisław Wielgus (* 1939), polnischer Geistlicher und emeritierter Erzbischof von Warschau
- Georg Hentschel (* 1941), emeritierter Professor für Exegese und Theologie des Alten Testaments an der Universität Erfurt
- Wojciech Ziemba (1941–2021), polnischer Geistlicher und römisch-katholischer Erzbischof von Ermland
- Stanisław Wilk (* 1944), Rektor der Katholischen Universität Lublin
- Sławoj Leszek Głódź (* 1945), Erzbischof von Danzig
- Zygmunt Zimowski (1949–2016), Kurienerzbischof der römisch-katholischen Kirche
- Bogdan Borusewicz (* 1949), polnischer Politiker der Bürgerplattform (PO) und war von 2005 bis 2015 Vorsitzender des Senats. Am 8. Juli 2010 übernahm er kommissarisch die Amtsgeschäfte des beim Flugzeugabsturz bei Smolensk ums Leben gekommenen Staatspräsidenten Lech Kaczyński
- Jacek Jezierski (* 1949), katholischer Geistlicher und Bischof von Elbląg
- Kazimierz Nycz (* 1950), polnischer Geistlicher und Erzbischof von Warschau
- Józef Niewiadomski (* 1951), polnisch-österreichischer katholischer Theologe
- Piotr Jaskóła (* 1952), polnischer katholischer Priester und Professor der Theologie der Universität Opole[4]
- Marcin Zawiła (* 1958), polnischer Politiker der Platforma Obywatelska (Bürgerplattform)
- Rafał Dutkiewicz (* 1959), Stadtpräsident (Oberbürgermeister) von Wrocław (Breslau) von 2002 bis 2018
- Marek Mendyk (* 1961), polnischer römisch-katholischer Geistlicher und Bischof von Schweidnitz
- Mieczysław Mokrzycki (* 1961), römisch-katholischer Erzbischof von Lemberg
- Witold Bałażak (* 1964), polnischer Politiker der Liga Polskich Rodzin (LPR)
- Janusz Palikot (* 1964), polnischer Unternehmer, Politiker (TR, früher PO)
- Sławomir Rogucki (* 1965), polnischer Politiker und Historiker
- Arkadiusz Czartoryski (* 1966), Abgeordneter des Sejm und ehemaliger Staatssekretär im polnischen Ministerium für Inneres und Verwaltung
- Mirosław Piotrowski (* 1966), polnischer Historiker und Politiker
- Jarosław Urbaniak (* 1966), polnischer Politiker der Platforma Obywatelska (Bürgerplattform)
- Anna Brzezińska (* 1971), polnische Schriftstellerin des Genres Fantasy
- Rafał Kubicki (* 1974), Professor für Mittelalterliche Geschichte in Danzig